# Martijn Kajuiter
Martijn Kajuiter (1974) is een Nederlandse chef-kok die een Michelinster behaalde met het Ierse restaurant The House in Ardmore, County Waterford.
Zoals zoveel koks kreeg Kajuiter zijn vakopleiding grotendeels in de praktijk. Hij begon zijn carrière in 1991 in Les Quatre canetons, Amsterdam, onder leiding van Wijnand Vogel. Daarna volgden periodes in Vermeer en Vreugd en Rust. Daarna trok hij naar Londen waar hij werkte bij L'Ortolan en The Waterside Inn gevolgd door de driesterrenrestaurants La Tante Claire en The Restaurant at The Hyde Park. In 1998 keerde Kajuiter terug in "Les Quatre canetons" maar nu als chef-kok. In het jaar 2000 ging hij werken bij Restaurant De Kas.
In 2007 vertrok Kajuiter naar Ierland, waar hij de keuken van restaurant "The House" in het toen pas gerenoveerde Cliff House Hotel onder zijn hoede nam. In 2010 kreeg hij daar een Michelinster toegekend voor zijn kookkunst.
Kajuiter verliet het Cliff House Hotel in 2020 en ging aan de slag bij Wshs Weeshuis Hotel in Gouda.